# Conothele gressitti
Conothele gressitti là một loài nhện trong họ Ctenizidae.
Loài này thuộc chi Conothele. Conothele gressitti được miêu tả năm 1963 bởi Carl Friedrich Roewer.